# Pierre de Coubertin

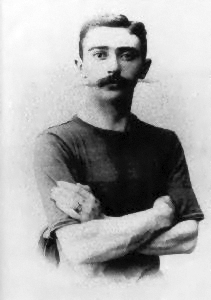
Pierre de Coubertin (um 1894)

Die Olympischen Ringe entwarf de Coubertin 1913

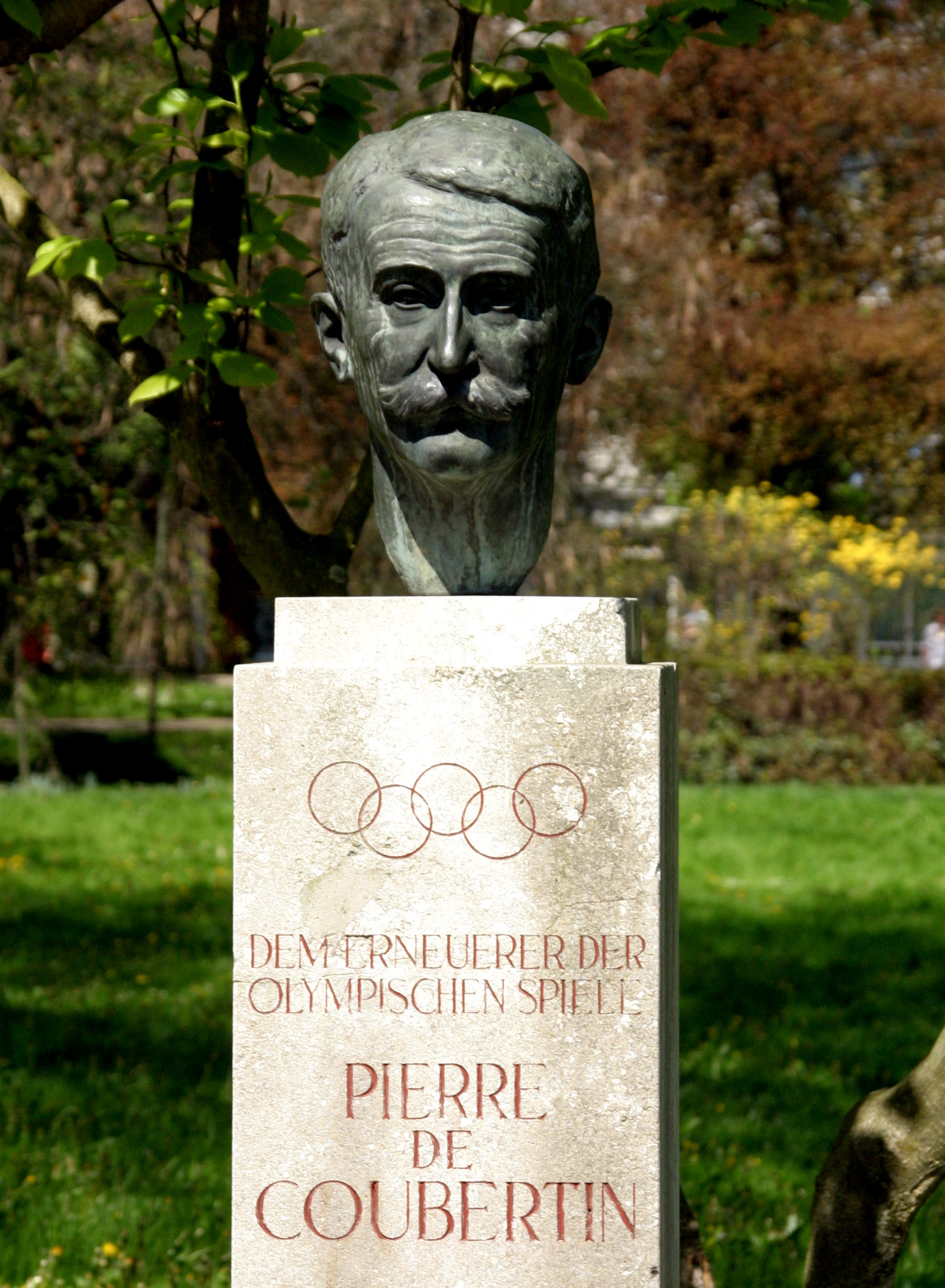
Büste Pierre de Coubertins in Baden-Baden

Pierre de Frédy, Baron de Coubertin (* 1. Januar 1863 in Paris; † 2. September 1937 in Genf) war ein französischer Pädagoge, Archäologe, Historiker und Sportfunktionär. Coubertin trat maßgeblich für eine Wiederbelebung der Olympischen Spiele ein und gründete 1894 das Internationale Olympische Komitee, dessen zweiter Präsident er von 1896 bis 1925 war.

## Leben
Pierre de Coubertin wurde als viertes Kind von Charles Louis de Frédy und Agathe-Gabrielle de Mirville nahe Versailles geboren. Er entstammte einer alteingesessenen Adelsfamilie, die ihre Wurzeln auf die römischen de Fredis (und damit auf den Entdecker der Laokoon-Gruppe, Felice de Fredis) zurückführt.
Er studierte an der Sorbonne Kunst, Philologie und Rechtswissenschaften. Die für ihn vorgesehene Offizierskarriere trat er nicht an und widmete sich stattdessen der Pädagogik. Studienreisen führten ihn nach Kanada, in die USA und nach England. Dort kam er mit den Ideen von Thomas Arnold in Berührung. Er gelangte zur Überzeugung, dass in der Erziehung neue Wege unerlässlich seien und wollte durch die sportliche Ausbildung den ganzen Menschen in der Einheit von Körper, Geist und Seele erfassen und formen.
Ab 1880 trat er – beeinflusst durch die archäologischen Ausgrabungen im griechischen Olympia – für eine Wiederbelebung der Olympischen Spiele ein. Mit diesen wollte er nationale Egoismen überwinden und zum Frieden und zur internationalen Verständigung beitragen. Der Grenzen überwindende Fortschritt im gesellschaftlichen Bereich sollte durch ein sportliches Rekordstreben nach dem Motto Citius, altius, fortius (lateinisch „Schneller, Höher, Stärker“) symbolisiert werden. Nach Coubertins olympischem Idealbild sollten nur erwachsene, männliche Einzelkämpfer teilnehmen, ähnlich dem antiken Vorbild. Frauen von der Teilnahme an den Spielen auszuschließen, konnte er auf Dauer nicht durchsetzen. Der Olympische Kongress von 1914 in Paris beschloss gegen den erklärten Willen Coubertins, dass die Olympiamedaillen von Frauen denselben Wert in der (damals noch offiziellen) Nationenwertung haben sollten wie die von Männern. Er trat unter anderem als Präsident des Internationalen Olympischen Komitees zurück, weil ihm die zunehmende Teilnahme von Frauen bei den Wettbewerben missfiel.
Coubertin war Generalsekretär des französischen Sportverbandes Union des sociétés françaises de sports athlétiques. Er hatte in dieser Eigenschaft regelmäßig Probleme mit Starts seiner Athleten in England, aufgrund der unterschiedlichen Amateurbestimmungen. Als 1891 John Astley Cooper „Pan Britannische Olympische Spiele“ initiierte, Astley-Cooper-Komitees schon im ganzen Empire entstanden, kam Coubertin ihm mit internationalen Olympischen Spielen zuvor. 1894 gründete Coubertin das Internationale Olympische Komitee (IOK) und wurde selbst Generalsekretär. Vor 60.000 Zuschauern wurden am 6. April 1896 in Athen die ersten Olympischen Spiele der Neuzeit eröffnet, an denen 295 männliche Sportler (ausschließlich Amateure) aus 13 Nationen teilnahmen.
1912 wurde Coubertin unter dem Pseudonym „Georges Hohrod und Martin Eschbach“ der erste Olympiasieger in der Disziplin Literatur, mit dem Werk Ode an den Sport. 1913 entwarf er die olympischen Ringe, die 1920 Symbol der Olympischen Spiele wurden. Von 1896 bis 1925 war Coubertin Präsident des IOC, dessen Sitz und Archiv er 1915 nach Ausbruch des Ersten Weltkrieges nach Lausanne in die Schweiz verlegte und damit in ein neutrales Land, das seinen pazifistischen Idealen entsprach. Nach seinem Eintritt in die französische Armee während des Krieges übernahm von 1916 bis 1919 Godefroy de Blonay, ein enger Vertrauter Coubertins, kommissarisch dessen Amt. Später wurde Coubertin auf Lebenszeit zum Ehrenpräsidenten aller Olympischen Spiele ernannt.
Im Mai 1936 ließ Adolf Hitler dem in finanzielle Not geratenen Coubertin eine Ehrengabe von 10.000 RM zukommen. Von einem französischen Journalisten gefragt, warum er die „Nazi-Spiele“ unterstütze, antwortete er, das Wichtigste sei, dass sie grandios gefeiert würden. Dabei sei es egal, ob man sie wie 1932 in Los Angeles „als Werbung für Tourismus [verwende] oder für ein politisches Regime“ wie 1936 in Berlin (Propaganda for Tourism and for a Political Regime).
1937 wurde er Ehrenbürger von Lausanne. Coubertins Herz wurde nach seinem Tod in einer für ihn in Olympia erbauten Gedenksäule beigesetzt.

## Ehrungen
Nach Pierre de Coubertin wurden die Pierre-de-Coubertin-Medaille und der Pierre de Coubertin World Fair Play Award benannt, welcher Sportler für besonders faires Verhalten auszeichnet. 1971 wurde der Coubertinplatz im Münchner Olympiapark, genau wie bereits im Jahre 1936 der Platz vor dem Berliner Olympiastadion, nach ihm benannt. Im österreichischen Radstadt sowie im thüringischen Erfurt wurden Gymnasien nach ihm benannt. Der am 2. April 1976 entdeckte Asteroid (2190) Coubertin wurde nach ihm benannt. Coubertin wurde 1936 für den Friedensnobelpreis nominiert.